# Hieracium bolanderi
Hieracium bolanderi es una especie de planta con flor del género Hieracium, de la familia Asteraceae, orden Asterales.

## Distribución
Hieracium bolanderi se distribuye por Estados Unidos y México.

## Taxonomía
Fue descrita científicamente por A. Gray. Fue publicada en Proc. Amer. Acad. Arts 7: 365 (1868).